# Muxax
Muxax è un comune dell'Azerbaigian situato nel distretto di Zaqatala. Conta una popolazione di 7 236 abitanti.